# Montecalvario
Montecalvario  est un quartier de Naples.  La zone de 0,75 km2 se situe dans la zone comprise entre la Piazza Carità et le monument de Salvo D'Acquisto à l'extrémité nord des Quartiers Espagnols de la ville. 

## Géographie
Le quartier s'étend le long de la rue principale du centre-ville, la via Toledo (ou via Roma), et comprend des bâtiments historiques construits sous le règne espagnol au 16e siècle, dont celui qui abritait le ''Nunzio apostolico, ambassadeur du Saint-Siège à Naples et le palais de Giambattista della Porta